# Bel Amour
Pour les articles homonymes, voir Bel Amour (homonymie).
Pour l’article ayant un titre homophone, voir Belle Amour.
Bel Amour est un groupe de French touch français, composé des membres Édouard de Tricasse et Jean-Claude Sindres. Producer Bel Amour 2000 - 2022 Franck Keller

## Biographie
Le groupe composé d'Édouard de Tricasse et de Jean-Claude Sindress, sort son premier single, l'éponyme Bel Amour en 2001. Le single de Tommy Boy contenait cinq mixes de la chanson, dont un instrumental, d'une durée de cinq à huit minutes. Jason Birchmeier d'AllMusic a fait l'éloge du montage radio original de la chanson, écrivant que « bien que bref, ce montage inclut toutes les voix de la chanson, faisant de cet hymne dancefloor un single dance-pop succinct ». Le morceau a été composé par Édouard de Tricasse et les paroles par Jean-Claude Sindress. Il mêle une voix masculine à un fond disco filtré,(sample de Jo Bisso "The mystery with me") et a fait le buzz lors de la Winter Music Conference de 2000 à Miami Beach, en Floride. Le single a atteint la 23e place au Royaume-Uni, et s'est également classé en France et en Suisse en 2001,. Il est entré dans le classement Billboard Hot Dance Club Songs l'année suivante.
Bel Amour a également remixé pour Phats & Small (This Time Around en 2001) et David Guetta (Love Don't Let Me Go en 2002). Dans les années suivantes, Édouard de Tricasse se produit toujours sous le nom de Bel Amour, Jean-Claude Sindress est un auteur musical, ayant écrit plusieurs chansons avec David Guetta, dont Gettin' Over You et Sexy Bitch.

## Discographie

### Singles
| Bel Amour                                                | 2001 | 86 | 139 | 98 | 73 | 23 | 26 |
| Promise Me                                               | 2003 | —  | —   | —  | —  | —  | —  |
| « — » montre que le single n'a atteint aucun classement. |      |    |     |    |    |    |    |